# Monumento ai caduti (San Felice sul Panaro)
Il monumento ai caduti è un mausoleo situato a San Felice sul Panaro, in provincia di Modena.
Realizzato nella piazza centrale, a fianco della Rocca estense, raccoglie le salme di 86 soldati, di cui 19 sanfeliciani e 67 provenienti da 40 province italiane. È consideraro uno dei più grandi mausolei italiani della prima guerra mondiale realizzati al di fuori di aree cimiteriali e religiose.

## Storia

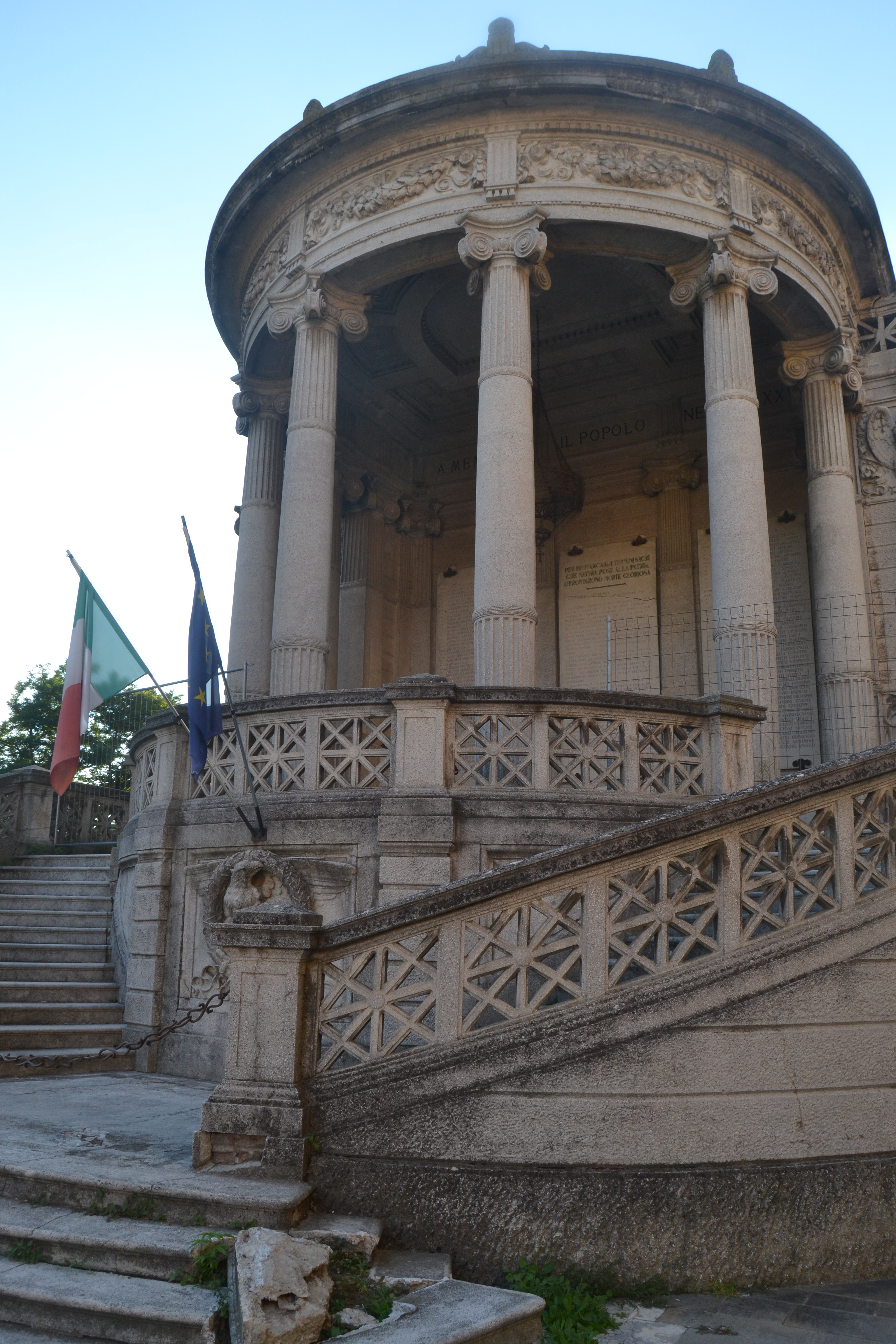
Particolare

Al termine della Grande guerra, furono ospitati a Mirandola e dintorni, tra il novembre 1918 e il marzo 1919, circa centomila soldati nel Centro di raccolta dei militari italiani reduci da prigionia, molti dei quali ritornati dai campi dell'Europa orientale, dalla quale si temeva potessero essere importate le recenti ideologie bolsceviche della rivoluzione del novembre 1917. A causa delle ferite di guerra, della scarsità dei rifornimenti e del diffondersi dell'epidemia di spagnola, vi furono molti morti tra i reduci, alcuni dei quali vennero tumulati nel mausoleo.
Nel 1921 venne costituito un Comitato per l'erezione di un monumento ai caduti di guerra di San Felice, il quale chiese all'amministrazione comunale un terreno pubblico per realizzare l'opera, promuovendo anche una colletta pubblica. Dopo l'approvazione del progetto dell'architetto-scultore sanfeliciano Aldo Roncaglia (1886-1954), il 17 novembre 1922 il comitato stipulò l'appalto con la Società Anonima Cooperativa Muratori di San Felice, da concludersi entro 240 giorni. Peraltro, a causa dell'esaurirsi delle risorse private, il Comune dovette fare fronte impegnando una somma pari ad un decimo del bilancio comunale. Il monumento fu inaugurato ufficialmente il 13 giugno 1926. Il 27 maggio 1934 si celebrò la traslazione delle salme dei soldati.

## Architettura
L'imponente edificio in calcestruzzo armato fu realizzato nel 1926 su progetto dell'architetto Aldo Roncaglia, modificato nel 1934 con la costruzione di una cripta sotterranea con due entrate, oggi aperte durante le celebrazioni del 25 aprile e del 4 novembre.
La facciata monumentale, simile ad un arco di trionfo, presenta una loggia semicircolare sorretta da colonne, una trabeazione con architrave, fregio e corona e la modanatura principale superiore decorata con ornamento a dentelli.